# 143P/Kowal-Mrkos
143P/Kowal-Mrkos – kometa krótkookresowa, należąca do rodziny Jowisza.

## Odkrycie
Kometa została odkryta 23 kwietnia 1984. Odkryli ją niezależnie Charles Kowal i Antonín Mrkos.

## Orbita komety i właściwości fizyczne
Orbita komety 143P/Kowal-Mrkos ma kształt elipsy o mimośrodzie 0,41. Jej peryhelium znajduje się w odległości 2,54 j.a., aphelium zaś 6,07 j.a. od Słońca. Jej okres obiegu wokół Słońca wynosi 8,92 roku, nachylenie do ekliptyki to wartość 4,69˚.
Jądro tej komety ma rozmiary maks. kilku km.